# Sapium luzonicum
Balakata luzonica là một loài thực vật thuộc họ Euphorbiaceae. Đây là loài đặc hữu của Philippines.